# Papandayan
Papandayan (indonez. Gunung Papandayan) – czynny wulkan w południowo-zachodniej części Jawy w Indonezji; zaliczany do stratowulkanów. Leży około 15 kilometrów na południowy zachód od miasta Garut.
Wysokość 2665 m n.p.m. Posiada cztery kratery, z których największy, Alun-Alun ma szerokość 1100 m.
Pierwsza odnotowana erupcja w 1772 roku spowodowała potężną lawinę kamienną, która przebyła ponad 11 km i zniszczyła 40 wsi, zabijając prawie 3000 osób. Dwie słabsze erupcje w 1923 i 1942 roku. Wulkan uaktywnił się ponownie w listopadzie 2002, wyrzucając popiół wulkaniczny na wysokość 6 km i niszcząc dwie wsie oraz okoliczne uprawy rolnicze.